# Napa Valley Challenger
El Napa Valley Challenger es un torneo de tenis celebrado en Napa, Estados Unidos desde el año 2013. El evento forma parte del ATP Challenger Tour y se juega en canchas duras.

## Finales anteriores

### Individuales
| Año  | Campeón      | Finalista     | Resultado     |
| ---- | ------------ | ------------- | ------------- |
| 2013 | Donald Young | Matthew Ebden | 4-6, 6-4, 6-2 |

### Dobles
| Año  | Campeón                           | Finalista                 | Resultado |
| ---- | --------------------------------- | ------------------------- | --------- |
| 2013 | Bobby Reynolds John-Patrick Smith | Steve Johnson Tim Smyczek | 6-4, 7-62 |